# Batman Begins
Batman Begins (bra: Batman Begins; prt: Batman - O Início) é um filme de super-herói de 2005 dirigido por Christopher Nolan. O roteiro foi baseado no personagem Batman, da DC Comics, principalmente em duas histórias em quadrinhos clássicas da sua série, como Batman: Year One e Batman: The Long Halloween.
Estrelado por Christian Bale, como Batman, com Michael Caine, Gary Oldman, Liam Neeson, Katie Holmes, Cillian Murphy, Morgan Freeman, Ken Watanabe, Tom Wilkinson e Rutger Hauer, o filme reinicia a série de filmes Batman, contando a história de origem do personagem, começando pelo medo de Bruce Wayne por morcegos, a morte de seus pais e sua jornada para se tornar o Batman.
Distribuído pela Warner Bros., foi lançado nos Estados Unidos em 15 de junho de 2005. Seu orçamento foi de 150 milhões de dólares.
Depois de uma série de projetos sem sucesso para reviver Batman na tela grande após o fracasso de Batman & Robin em 1997, Nolan e David S. Goyer começaram a trabalhar no filme em 2003, querendo um tom mais realista e sombrio, com humanidade e realismo sendo a base da história. O objetivo era fazer o público se importar com Bruce Wayne e Batman. O filme, que foi filmado principalmente na Inglaterra e em Chicago, contou com proezas tradicionais e miniaturas, computação gráfica foi usada ao mínimo. Um novo batmóvel, chamado de Tumbler, e uma bat-roupa mais móvel foram criadas especificamente para o filme.
Batman Begins foi um sucesso de crítica e bilheteria. Estreou em 15 de junho de 2005 nos Estados Unidos e no Canadá, em 3 858. Arrecadou 48 milhões de dólares em sua semana de estreia, arrecadando mais de 373 milhões de dólares internacionalmente. O filme recebeu uma taxa de aprovação de 85% no site especializado Rotten Tomatoes. Alguns críticos notaram que o medo era um tema comum durante o filme, e afirmaram que ele tinha um tom bem mais sombrio que os filmes anteriores do Batman.
O filme é o começo da trilogia Batman de Nolan; uma sequência intitulada Batman: O Cavaleiro das Trevas estreou em julho de 2008 e também marcou o retorno de Nolan e Bale na franquia, e uma segunda sequência intitulada Batman: O Cavaleiro das Trevas Ressurge foi lançado em julho de 2012.

## Enredo
O jovem Bruce Wayne cai em um poço e é atacado por morcegos. Bruce acorda de um pesadelo sobre seu passado e descobre que é prisioneiro no Butão. É apresentado a Henri Ducard, que fala por Ra's Al Ghul, líder da Liga das Sombras, e o convida para ser treinado pela elite de vigilantes. A narrativa retorna a infância de Bruce, para noite quando seus pais são assassinados por Joe Chill. Chill é preso e Bruce é levado para casa onde é criado pelo mordomo de sua família, Alfred Pennyworth.
Anos depois, Bruce retorna a Gotham da Universidade de Princeton, com a intenção de matar Chill, cuja sentença está sendo revogada para que ele testemunhe contra o chefe da máfia Carmine Falcone. Antes que ele faça algo, um dos assassinos de Falcone mata Chill. Rachel Dawes, amiga de infância de Bruce e agora assistente do promotor público, fica nervosa pela intenção de Bruce, dizendo a ele que seu pai teria vergonha. Naquela noite Bruce confronta Falcone, que diz que seu império é invencível por causa do medo. Inspirado, Bruce decide viajar pelo mundo, aprendendo sobre o mundo do crime, isso antes que ele mesmo fosse preso por ser um criminoso. Depois do treinamento de Bruce com a Liga das Sombras, Ra's e Ducard contam a ele seu propósito: Liderar a Liga em Gotham para destrui-la, já que ela se tornou corrupta demais para ser salva. Ele recusa ser um assassino e luta com Ra's, queimando o templo e fugindo. Ra's é morto, porém Bruce salva Ducard e retorna para Gotham.
Falcone agora domina a cidade. Bruce pede ajuda ao Sargento James Gordon, um dos poucos policiais honestos de Gotham, e se torna amigo de Lucius Fox, antigo membro da diretoria da Wayne Enterprises. Fox ajuda Bruce a adquirir um carro blindado e um protótipo de roupa blindada. Junto de Alfred, ele acha outra entrada para as cavernas debaixo do poço e cria um tipo de oficina para trabalhar, modificando seu equipamento para se tornar o Batman. Na sua primeira noite como vigilante, intercepta um carregamento de drogas, e captura Falcone, dando a Rachel evidencias para incriminá-lo. Falcone e seus homens são enviados para o Asilo Arkham com a ajuda do administrador corrupto do hospital, Dr. Jonathan Crane, que estava pagando Falcone para que ele importasse um alucinógeno para dentro de Gotham. Crane usa essa droga em seus experimentos, aplicando-a em seus pacientes como cobaias. Quando Falcone exige um lucro maior, Crane aplica a droga nele, deixando ele literalmente insano. Enquanto investiga as drogas, Batman encontra Crane, que aplica a toxina do medo nele. Alfred salva o Batman, usando uma antitoxina formulada por Fox. Crane atrai Rachel para Arkham e mostra a ela que a toxina estava sendo liberada nas águas de Gotham por semanas, e também a infecta. Batman aplica a droga em Crane e salva Rachel a, levando-a para sua caverna e aplicando a antitoxina nela e  da a ela dois frascos com a antitoxina, um para Gordon e o outro para ser produzido em massa.
No aniversário de Bruce celebrado na Mansão Wayne, ele é confrontado por Ducard, que revela ser o verdadeiro Ra's Al Ghul, que veio a Gotham para pessoalmente destruir a cidade; ele conspirou com Crane para contaminar as águas de Gotham com a toxina e evaporá-la com um dispositivo roubado da Wayne Enterprises. Depois de Bruce expulsar todos os convidados fingindo estar bêbado, ele e Ra's lutam. Os homens de Ra's colocam fogo na Mansão, libertam todos os pacientes de Arkham, e vaporizam o alucinógeno na atmosfera. Apesar da Mansão Wayne ser destruída, Bruce consegue escapar com a ajuda de Alfred. Rachel entrega o antídoto a Gordon, e desabilita Crane, agora chamado de Espantalho, com um taser. Batman revela sua verdadeira identidade à Rachel e depois faz Gordon dirigir o Batmóvel para a Torre Wayne, a central do metrô elevado de Gotham. Enquanto Batman confronta Ra's no trem, Gordon destrói os trilhos. Batman destrói os controles e escapa do trem, deixando Ra's Al Ghul para morrer.
Após a batalha, Batman se torna um herói público e Bruce ganha controle da sua companhia; ele demite o antigo presidente, William Earle, e o substitui por Fox. Entretanto, perde Rachel, que não pode amar tanto Bruce quanto Batman. Quando ele parasse de ser o Batman, ela estaria esperando-o.
Gordon, agora Tenente, mostra a Batman uma carta “Curinga” pertencente ao mesmo e introduzindo assim o seu maior inimigo e arqui-rival, o Coringa.

## Elenco
- Estúdio: Delart (RJ)
- Mídia: Televisão / TV Paga / HBO Max / Blu-Ray / DVD / Rede Telecine

| Personagem                  | Ator e Dublador   | Dublagem          |
| --------------------------- | ----------------- | ----------------- |
| Bruce Wayne / Batman        | Christian Bale    | Ettore Zuim       |
| Alfred Pennyworth           | Michael Caine     | Márcio Seixas     |
| Henri Ducard / Ra's al Ghul | Liam Neeson       | Élcio Romar       |
| Rachel Dawes                | Katie Holmes      | Priscila Amorim   |
| Lucius Fox                  | Morgan Freeman    | Márcio Simões     |
| Jim Gordon                  | Gary Oldman       | Mauro Ramos       |
| Jonathan Crane / Espantalho | Cillian Murphy    | Clécio Souto      |
| Carmine Falcone             | Tom Wilkinson     | Luiz Carlos Persy |
| William Earle               | Rutger Hauer      | Roberto Macedo    |
| Falso Ra's al Ghul          | Ken Watanabe      | Júlio Chaves      |
| Detetive Flass              | Mark Boone Junior | Jorge Vasconcelos |
| Thomas Wayne                | Linus Roache      | Eduardo Borgerth  |
| Carl Finch                  | Larry Holden      | Alexandre Moreno  |
| Juiz Faden                  | Gerard Murphy     | Hamilton Ricardo  |
| Comissário Loeb             | Colin McFarlane   | Waldyr Sant'anna  |
| Bruce Wayne - 8 anos        | Gus Lewis         | Thiago Farias     |
| Rachel Dawes - 8 anos       | Emma Lockhart     | Bruna Laynes      |
| Joe Chill                   | Richard Brake     | Samir Murad       |
| Locução e Placas            |                   | Luiz Feier Motta  |

- Christian Bale como Bruce Wayne / Batman: Um bilionário industrialista cujos pais foram mortos por um ladrão quando ele tinha oito anos. Após ter viajado pelo mundo por vários anos para procurar os meios para lutar contra a injustiça, ele retorna a Gotham. A noite, Bruce se torna Batman, o vigilante protetor da cidade. Bale foi contratado em 11 de setembro de 2003,[7] tendo expressado interesse em interpretar o personagem desde Darren Aronofsky ter planejado sua própria adaptação.[8] Alguns dos candidatos iniciais ao papel de Bruce Wayne eram Billy Crudup, Jake Gyllenhaal, Hugh Dancy, Joshua Jackson, Eion Bailey e Cillian Murphy.[7] Bale achou que os filmes anteriores subutilizaram o personagem de Batman, se focando mais nos vilões.[9] Para fazer um Batman melhor, Bale estudou as histórias em quadrinhos e ilustrações do superherói.[10] Nolan disse que Bale "era exatamente o equilíbrio entre trevas e luz que estavamos procurando".[11] Goyer afirmou que enquanto alguns atores poderiam interpretar um excelente Bruce Wayne ou um excelente Batman, Bale podia interpretar duas personalidades radicalmente diferentes.[12] Bale descreveu o papel como interpretar quatro personagens: a pessoa furiosa de Batman; a rasa fachada de playboy que Bruce usa para evitar suspeitas; o jovem vingativo; e o mais velho e nervoso Bruce que está descobrindo o significado da vida.[13] A aversão de Bale a seus figurinos, que esquentavam regularmente, o ajudavam a entrar no humor necessário para a cena. Ele disse, "Batman deve ser feroz, e você se torna uma besta naquela roupa, como Batman deve ser - não um homem em uma roupa, porém uma criatura diferente".[10] Já que ele havia perdido muito peso para se preparar para seu papel no filme The Machinist, Bale contratou um personal trainer para ajudá-lo a ganhar 45 kg no período de alguns meses para ele se preparar fisicamente para o papel. Ele primeiro ganhou mais peso do que era necessário, e criou alguma inquietação sobre se ele ficaria com a aparência certa para o papel. Bale reconheceu que seu grande físico não era apropriado para Batman, que baseava-se em velocidade e estratégia. Ele perdeu o peso extra quando as gravações começaram.[12] Gus Lewis interpretou o personagem aos oito anos de idade.[14] No Brasil foi Dublado por Ettore Zuim. O jovem Bruce Wayne é dublado por Thiago Farias.
- Michael Caine como Alfred Pennyworth: O confiável mordomo dos pais de Bruce, que continua seu leal serviço ao filho deles após suas mortes. Ele é o confidente mais íntimo de Bruce. Nolan achou que Caine efetivamente interpretou o elemento de pai adotivo do personagem.[12] Apesar de no filme a família de Alfred ter sido representada como tendo servido a família Wayne por gerações, Caine criou sua própria biografia, onde antes de ser o mordomo da família, Alfred serviu no Serviço Aéreo Especial. Depois de ter sido ferido, ele foi convidado a trabalhar como mordomo dos Wayne por Thomas Wayne, porque, "Ele queria um mordomo, mas alguém um pouco mais forte que isso, sabe?"[15] No Brasil foi Dublado por Márcio Seixas.
- Liam Neeson como Henri Ducard: Na realidade Ra's Al Ghul disfarçado e o antagonista principal do filme. Ducard treina Bruce em ninjitsu, uma forma de arte marcial. O roteirista David S. Goyer disse que ele achou que Ra's era o mais complexo dos vilões de Batman, comparando ele a Osama Bin Laden; "Ele não é maluco da mesma forma que todos os outros vilões de Batman são. Ele não se guia por vingança; ele está, na realidade, tentando curar o mundo. Ele só está fazendo isso por meios bem draconianos".[16] Neeson é geralmente escalado para interpretar mentores, então a revelação de seu personagem ser o vilão foi feita para causar choque nos espectadores.[12] No Brasil foi Dublado por Élcio Romar
- Katie Holmes como Rachel Dawes: A amiga de infância de Bruce que serve como a assistente do promotor público de Gotham, lutando contra a corrupção da cidade. Nolan encontrou um "tremendo calor e um grande apelo emocional" em Holmes, e também achou que "ela tinha uma maturidade além da que aparece no filme, e é essencial para a ideia de que Rachel é algo como uma consciência moral para Bruce". Sarah Michelle Gellar e Rachel McAdams eram candidatas ao papel.[17] Emma Lockhart interpreta a jovem Rachel Dawes. No Brasil foi Dublada por Priscila Amorim. A jovem Rachel Dawes é dublada por Bruna Laynes.
- Gary Oldman como James Gordon: Um dos poucos policiais não corruptos de Gotham City. Ele era o policial em serviço na noite que os pais de Bruce foram assassinados. Dessa maneira, ele tem um laço especial com o Bruce adulto e, desse modo, com Batman. Nolan originalmente queria escalar Oldman como um vilão,[18] porém quando Chris Cooper recusou o papel de Gordon para passar um tempo com sua família, o diretor achou que seria refrescante para Oldman interpretar o papel.[19] "Eu incorporo os temas do filme que são valores de família, coragem, compaixão e senso de certo e errado, bom e ruim e justiça", disse Oldman sobre seu personagem. Ele filmou a maioria de suas cenas na Inglaterra.[20] Goyer disse que Oldman se parecia muito com o Gordon desenhado por David Mazzucchelli em Batman: Year One.[12] No Brasil foi Dublado por Mauro Ramos.
- Cillian Murphy como Dr. Jonathan Crane / Espantalho: Um psicofarmacologista que trabalha no Asilo Arkham e tem desenvolvido uma toxina que induz medo. Ele assume a pessoa de Espantalho durante seus experimentos, usando humanos para testar seus compostos. Ele é o antagonista primário do filme e trabalha com Ra's Al Ghul e Carmine Falcone. Nolan dicidiu não escolher Murphy para interpretar Batman, porém o escalou para interpretar o Espantalho.[21] Murphy leu vários quadrinhos com o Espantalho, e discutiu fazer o personagem parecer menos teatral com Nolan. Murphy explicou, "Eu quis evitar um visual Worzel Gummidge, porque ele não é um homem que se impõe fisicamente - ele está mais interessado na manipulação da mente e o que isso pode fazer".[22] No Brasil foi Dublado por Clécio Souto.
- Tom Wilkinson como Carmine Falcone: O soberano do submundo do crime de Gotham. Ele dividiu uma cela na prisão com Joe Chill, o assassino dos pais de Bruce. Ele fez Chill ser assassinado quando ele decidiu testemunhar contra Falcone. Ele faz negócios com Ra's Al Ghul e Dr. Jonathan Crane para contrabandear a toxina do medo de Crane para poluir o fornecimento de água da cidade. No Brasil foi Dublado por Luiz Carlos Persy.
- Morgan Freeman como Lucius Fox: Um empregado da Wayne Enterprises que foi rebaixado para trabalhar da Divisão de Ciências Aplicadas da companhia, onde ele conduz estudos de bioquímica e engenharia mecânica. Fox fornece a Bruce o equipamento necessário para ele realizar as missões como Batman e é repromovido CEO quando Bruce readquire a companhia. Freeman era a primeira e única escolha de Goyer para o papel de Fox.[12] No Brasil foi Dublado por Márcio Simões.

Outros membros do elenco incluem Rutger Hauer como William Earle, o CEO da Wayne Enterprises que torna a empresa pública após do desaparecimento de Bruce Wayne; Mark Boone Jr. como o parceiro corrupto de Gordon, Arnold Flass; Ken Watanabe como o falso Ra's Al Ghul; Larry Holden como o promotor Carl Finch; Colin McFarlane como o comissário Gillian B. Loeb; Linus Roache e Sara Stewart como Thomas e Martha Wayne, os pais de Bruce; Richard Brake como Joe Chill, o assassino dos Wayne; Murphy Gerard como o corrupto juiz Faden; Tim Booth como Victor Zsasz; Rade Šerbedžija como um homem sem-teto, que é a última pessoa a encontrar Bruce quando ele sai de Gotham, e o primeiro civil a ver Batman. Os atores John Foo, Joey Ansah, Spencer Wilding, Dave Legeno, Khan Bonfils, Rodney Ryan, Dean Alexandrou, James Embree, Emil Martirossian, Mark Strange and Chuen Tsou aparecem como membros da Liga das Sombras.

## Produção

### Desenvolvimento
Em janeiro de 2003, a Warner Bros. contratou o diretor de Memento, Christopher Nolan, para dirigir um filme de Batman, e David S. Goyer foi contratado para roterizar o filme dois meses depois. Nolan disse que sua intenção para reinventar a franquia cinematográfica de Batman era de "fazer as histórias de origem do personagem, que é uma história nunca antes contada". Nolan disse que a humanidade e o realismo seriam a base da origem do filme, e que "o mundo do Batman é baseado na realidade. Será uma realidade reconhecível e contemporânea onde uma figura heroica extraordinariamente ascende". Goyer disse que o objetivo do filme era fazer com que o público se importasse com Bruce Wayne e Batman. Nolan achava que os filmes anteriores tinham mais estilo do que drama, e descreveu sua inspiração sendo o filme de 1978 Superman, de Richard Donner, que se focava em mostrar o crescimento do personagem. Similarmente a Superman, Nolan queria um elenco coadjuvante cheio de estrelas, para dar um ar mais épico e credibilidade a história.
O ponto de inicial de inspiração pessoal de Nolan foi o conto "The Man Who Falls", escrito por Dennis O'Neil e ilustrado por Dick Giordano, que conta sobre as viagens de Bruce pelo mundo. A cena em Batman Begins onde o jovem Bruce cai em um poço foi adaptada de "The Man Who Falls". Batman: The Long Halloween, escrito por Jeph Loeb e ilustrado por Tim Sale, influenciou Goyer ao escrever o roteiro, com o vilão Carmine Falcone sendo um dos muitos elementos que foram tirados da história "sóbria e séria" de The Long Halloween. Os roteiristas consideraram ter Harvey Dent no filme, porém o substituíram pela nova personagem Rachel Dawes quando eles perceberam que "não conseguíamos fazer justiça a ele". O personagem foi mais tarde interpretado por Aaron Eckhart na sequência The Dark Knight. A sequência de The Long Halloween, Batman: Dark Victory, também serviu de influência. Goyer usou o tempo vago do desaparecimento de Bruce Wayne em Batman: Year One para ajudar a estabelecer alguns dos eventos do filme. Além disso, o Sargento James Gordon do filme é baseado em sua encarnação de Year One. Os roteiristas de Batman Begins também usaram um artifício de roteiro de Frank Miller em Year One: uma força policial corrupta que leva Gordon e Gotham City a precisar do Batman.
Uma ideia comum nos quadrinhos é que Bruce viu um filme de Zorro com seus pais antes deles serem assassinados. Nolan explicou que ao ignorar a ideia, que ele disse não estar presente nas primeiras aparições de Batman, enfatizava-se a importância dos morcegos para Bruce, e se tornar um super-herói é uma ideia original dele. É por essa razão que Nolan acredita que outros personagens da DC Comics não existem no universo do filme; de outra maneira, as razões de Bruce para fazer uma roupa e sair nas ruas sendo o vigilante de Gotham seriam bem diferentes.

### Desenho de produção
Nolan usou o filme Blade Runner, de 1982, como fonte de inspiração para Batman Begins. Ele exibiu Blade Runner para o diretor de fotografia Wally Pfister e para duas outras pessoas para mostrar a atitude e o estilo que ele queria trazer para o filme. Nolan descreveu o mundo do filme como "uma lição interessante na técnica de explorar e descrever um universo crível que parece não ter fronteiras", uma lição que ele aplicou na produção de Batman Begins.
Nolan trabalhou com o diretor de arte Nathan Crowley para criar o visual de Gotham City. Crowley construíu uma miniatura da cidade na garagem de Nolan. Nolan e Crowley criaram a cidade como uma grande e moderna área metropolitana, que refletiriam os vários períodos de arquitetura que a cidade passou. Elementos foram tirados de Nova York, Chicago e Tóquio; a última por suas autoestradas e monotrilhos elevados. O Narrows foi baseado na natureza favelada da, agora demolida, cidade murada de Kowloon.

#### Batmóvel
Crowley começou o processo de projetar o Tumbler retirando peças de várias miniaturas. Ele usou o nariz de um modelo de P-38 Lightning para servir como chassi do motor de turbina do Tumbler. Seis modelos foram construídos em uma escala de 1:12 por um período de quatro meses. Depois da criação dos modelos em escala, uma equipe de 30 pessoas, incluindo Crowley e os engenheiros Chris Culvert e Annie Smith, esculpiram em dois meses uma réplica em tamanho real do Tumbler a partir de um enorme bloco de isopor.
O modelo de isopor foi usado criar um "quadro de testes" de aço, que tinha de ter possuir algumas determinações: ter uma velocidade de até 160 km/h, ir de 0 até 97 km/h em 5 segundos, ter um sistema de manobra que pudesse realizar curvas fechadas em esquinas de cidades e suportar um pulo de 9 m. No primeiro teste de pulo, a dianteira do carro caíu e teve de ser completamente reconstruída. A configuração básica do novo Tumbler incluíam um motor Chevrolet V8 de 8.7 litros, um eixo de caminhão para o eixo traseiro, pneus dianteiros da Hoosier (na verdade pneus de corrida usados em carros de sprint), pneus traseiros de lama 4x4 da Interco. e um sistema de suspensão de caminhões de corrida da Baja. O processo de projeto e desenvolvimento demorou nove meses e custou vários milhões de dólares.
Com a fase de criação completada, quatro carros, prontos para andar, foram construídos, com cada veículo possuindo 65 painéis e com um custo de produção de 250 mil dólares. Dois dos quatro carros eram versões especiais. Uma versão era a dos aerofólios, que tinha hidráulicos e aerofólios para detalhar as cenas de close onde o carro se impulsiona no ar. A outra versão era a versão jato, que tinha um motor a jato de verdade montado no veículo, alimentado por seis tanques de propano. Devido a péssima visibilidade do motorista dentro do carro, monitores foram conectados a câmeras no exterior do Tumbler. Os motoristas profissionais escolhidos para dirigir o Tumbler treinaram durante seis meses antes de dirigirem o carro nas ruas de Chicago para as cenas do filme.
O interior do Tumbler era um cenário de estúdio imóvel e não correspondia ao interior dos Tumbler de rua. A cabine do piloto era maior para as câmeras que filmariam as cenas do interior do carro cabecem. Além disso, outra versão do carro era um modelo em miniatura em uma escala de 1:5 do verdadeiro. Essa miniatura tinha um motor elétrico e foi usada para gravar as cenas onde o Tumbler voa por ravinas e prédios. Entretanto, o verdadeiro Tumbler foi usado para a sequência da cachoeira.

#### Bat-roupa

A Bat-roupa, vestida por Christian Bale.

Os cineastas queriam criar uma Bat-roupa bem móvel, que permitiria a quem a estivesse usando se mover facilmente para se agachar e lutar. As encarnações anteriores da Bat-roupa nos filmes eram bem rígidas e impediam um movimento total da cabeça. A figurinista Lindy Hemming e sua equipe trabalharam na oficina de efeitos especiais de codinome "Cidade do Cabo", um complexo de segurança localizado no Shepperton Studios, em Londres. O desenho básico da Bat-roupa era uma camiseta de neoprene, que foi feita colando seções moldadas de látex. Christian Bale foi moldado e esculpido antes de seu treinamento físico para que a equipe trabalhasse com um corpo completo. Para evitar imperfeições conseguidas no dia que foi esculpida, plastilina foi usada para criar uma superfície macia. Além disso, a equipe criou diferentes misturas de espuma para encontrar a mistura que fosse a mais flexível, leve, durável e preta. O último item foi um problema, já que o processo para fazer a espuma ficar preta reduzia sua durabilidade.
Para a capa, o diretor Christopher Nolan queria uma "capa fluente... que bate e flui como em tantos excelentes quadrinhos". A equipe de Hemming criou a capa a partir da versão deles de um paraquedas de nylon que tinha uma aglomerador eletroestático, um processo compartilhado com uma equipe do Ministério de Defesa britânico. O processo foi usado pela força policial de Londres para minimizar a detecção noturna. A capa era presa pelo capuz, que foi desenhado por Nolan, Hemming e pelo supervisor de efeitos de figurino, Graham Churchyard. O capuz foi criado para ser fino o bastante para permitir o movimento da cabeça, porém não tão fino para evitar que ela enrugasse quando Bale estivesse usando-a. Churchyard explicou que o capuz foi desenhado para mostrar "um homem que tem angústia", então seu personagem seria revelado pela máscara.

### Filmagens
Como em todos os seus filmes, Nolan recusou ter uma segunda unidade para manter sua visão constante. As filmagens começaram em março de 2004 no glaciar de Vatnajökull na Islândia, servindo como locação para o Butão. A equipe construiu uma grande vila e as portas da frente do templo de Ra's, como também as vias de acesso para a área remota. O clima foi um problema, com ventos de 121 km/h, chuva e a falta de neve. Uma tomada que Wally Pfister havia planejado usar uma grua teve de ser feita com uma câmera de mão.
Ao procurar inspiração em Superman e outros filmes de sucesso do final da década de 1970 e início dos anos 1980, Nolan baseou a maior parte da produção na Inglaterra, especificamente no Shepperton Studios. O cenário da Batcaverna foi construído lá, com 76 m de comprimento, 37 m de largura e 12 m de altura. O diretor de arte Nathan Crowley instalou doze bombas para criar a cachoeira e construiu pedras usando moldes de pedras reais. Em janeiro de 2004, uma hangar em Cardington, Bedfordshire, foi alugado pela Warner Bros. para filmagens em abril de 2004. No hangar de 270 m de comprimento, o Narrows e os pés do trilho do monotrilho foram construídos.
A Mentmore Towers foi escolhida dentre vinte locações para servir como a Mansão Wayne, já que Nolan e Crowley gostavam dos pisos brancos, que davam a impressão da mansão ser um memorial para os pais de Bruce. O prédio escolhido para representar o Asilo Arkham foi o prédio da National Institute for Medical Research, em Mill Hill, noroeste de Londres. A estação de trem de St. Pancras e a Estação de Bombeamento de Abbey Mills foram usadas para os interiores de Arkham. A University College London foi usada para os tribunais. Algumas cenas, inclusive a perseguição do Tumbler, foram filmadas em várias locações de Chicago. As autoridades concordaram em levantar a Franklin Street Bridge para a cena onde o Narrows é fechado.
Apesar do tom sombrio do filme, Nolan quis que o filme fosse atrativo para uma ampla faixa etária. "Não as crianças mais novas claro, eu acho que o que nós fizemos é provavelmente um pouco intenso para eles, porém eu com certeza não quis excluir as crianças de dez, doze anos, porque como uma criança eu adoraria ter visto um filme como esse". Por esse motivo, nada muito sangrento foi filmado.

### Efeitos especiais
Para Batman Begins, Nolan preferiu usar trabalhos tradicionais de dublês em detrimento da computação gráfica. Modelos em escala foram usados para representar o Narrows e o templo de Ra's Al Ghul. Houve, entretanto, várias tomadas de estabelecimento que foram feitas usando composições de imagens em computação gráfica. Exemplos incluem a linha do horizonte de Gotham, os exteriores da Torre Wayne e algumas tomadas dos exteriores do monotrilho. A cena do clímax no monotrilho misturou filmagens reais com miniaturas e computação gráfica.
Os morcegos foram criados inteiramente usando computação, com a exceção das cenas mostrando apenas um ou dois, já que ficou decidido que dirigir grandes grupos de morcegos reais em cena seria problemático. Morcegos mortos foram escaneados para criar modelos digitais. Locações e cenários foram recriados no computador para que os morcegos voadores não ficassem em excesso uma vez incorporados ao filme.

### Trilha sonora
A trilha sonora de Batman Begins foi composta por Hans Zimmer e James Newton Howard. Nolan originalmente convidou Zimmer para compor a música, e Zimmer perguntou a Nolan se ele poderia convidar Howard para compor também, já que os dois sempre planejaram trabalhar juntos em uma colaboração. Os dois compositores colaboraram em temas separados para as "personagens divididas" de Bruce Wayne e seu alter ego Batman. Zimmer e Howard começaram a compor em Los Angeles e depois foram para Londres, onde ficaram por doze semanas para completar a maior parte do trabalho. Zimmer e Howard buscaram inspiração para a trilha visitando as gravações do filme.
Zimmer quis evitar escrever músicas que já haviam sido escritas para outros filmes de Batman, então a trilha se tornou uma fusão de músicas orquestrais e eletrônicas. A orquestra de 90 músicos para o filme foi criada a partir de vários membros de orquestras de Londres, e Zimmer escolheu usar um número além do normal de celos. Zimmer chamou um menino soprano para ajudar a refletir a música em algumas das cenas onde as memórias trágicas dos pais de Bruce Wayne estão envolvidas. "Ele está cantando uma canção bem bonita e então ele fica preso, é como um desenvolvimento congelado", disse Zimmer. Ele também tentou dar uma dimensão humana para Batman, cujo comportamento seria comumente visto como "psicótico", através da música. Ambos os compositores colaboraram para criar 2 horas e 20 minutos de músicas para o filme. Zimmer compôs as sequências de ação enquanto Howard se focou no drama do filme.

## Temas
O roteirista de quadrinhos e autor Danny Fingeroth argumenta que um tema forte no filme é a busca de Bruce por uma figura paterna, dizendo "[Alfred] é um bom pai que Bruce vem a depender. O verdadeiro pai de Bruce morreu antes que eles pudessem estabelecer uma relação adulta, e o Ducard de Liam Neeson é severo, instrutivo e desafiador, porém não uma figura paterna com alguma simpatia. Se Bruce é filho de alguém, é de Alfred. O Lucius de Morgan Freeman é calmo e imperturbável, uma outra âncora da vida de Bruce". O blogueiro Mark Fisher diz que a procura de Bruce por justiça requer que ele aprenda de uma figura paterna adequada, com Thomas Wayne e Ra's Al Ghul sendo contrapontos. Alfred se mostra como a figura materna de amor incondicional, apesar da falta de foco na figura da mãe na vida de Bruce.
Fingeroth também afirma que um dos principais temas do filme é o medo, que suporta a história de Bruce Wayne se tornando um herói. O diretor Christopher Nolan afirmou que a ideia por de trás do filme era "uma pessoa que confrontaria seu maior medo e depois tentaria se torná-lo". Fingeroth se referiu a esse elemento como "o homem com medo - porém que se eleva acima dele". O tema do medo é mais apoiado pela escolha do antagonista, o Espantalho. O filme mostra como o medo pode afetar todas as criaturas, independente da força. Alusões ao medo são vista do começo ao fim do filme, desde Bruce conquistando seus demônios, se tornando o Batman, para Espantalho e sua toxina do medo. As macabras e distorcidas imagens apresentadas pelas alucinações da toxina do Espantalho também expressam a ideia do terror ao extremo.
O crítico Brian Orndorf considerou Batman Begins como "feroz", dando ao filme uma abundância de energia. Se distância muito do tom mais leve do filme de Joel Schumacher de 1997, Batman & Robin. O tema do medo é intensificado com a ajuda da trilha musical de Zimmer e Howard, que também "abstém-se de temas heroicos tradicionais". E também ao contrário dos filmes anteriores, uma investigação psicológica da personalidade dividida de Bruce Wayne na Bat-roupa é apenas tocada de leve. Orndorf notou que Bruce é um "personagem se esforçando constantemente para fazer a coisa certa, não sendo desencorajado por incessantes reexaminações".

## Lançamento

### Crítica
Batman Begins recebeu críticas bem positivas. No site Rotten Tomatoes o filme possuí um índice de aprovação de 84%, baseado em 258 resenhas, com uma média de 7,7/10. O consenso é "Pensativo e sombrio, más também excitante e inteligente, Batman Begins é um filme que entende a essência de um dos superheróis definitivos". No agregador Metacritic o filme tem um índice de 70/100, baseado em 41 resenhas, indicando "críticas geralmente positivas".

### Bilheteria
Batman Begins estreou em 15 de junho de 2005 nos Estados Unidos e Canadá em 3 858 cinemas, incluindo 55 cinemas IMAX. O filme ficou em primeiro nas bilheterias em seu primeiro fim de semana, acumulando 48 745 440 dólares, o que foi visto como "forte porém inexpressivo pelos padrões dos sucessos instantâneos". A arrecadação de cinco dias do filme foi de 72,9 milhões de dólares, ultrapassando Batman Forever (1995) como a mais alta da franquia. Batman Begins também quebrou o recorde de cinco dias nos cinemas IMAX, arrecadando 3,16 milhões de dólares. O público geral deu ao filme uma nota A, e de acordo com as pesquisas do estúdio, Batman Begins foi escolhido como o melhor filme da série Batman. Os entrevistados eram 57% homens e 54% de pessoas com mais de 25 anos.
O filme manteve a primeira posição na bilheteria por mais um fim de semana, arrecadando 27 589 389 dólares, uma queda de 43% em relação a primeira semana. Batman Begins arrecadou 205 343 774 dólares domesticamente, com um total mundial de 371 853 783 dólares. É o terceiro filme da série em termos de bilheteria, atrás de Batman, de Tim Burton, que arrecadou 411 348 294 dólares mundialmente; e The Dark Knight, sua sequência, que arrecadou 1 001 921 825 dólares. Em comparação aos filmes anteriores, Batman Begins tem uma média de 12 634 dólares por cinema. Foi lançado em mais cinemas, mas vendeu menos ingressos que todos os filmes de Batman anteriores, com a exceção de Batman & Robin. Batman Begins é a sétima maior bilheteria do ano de 2005 nos EUA.

### Prêmios e indicações
Wally Pfister foi indicado ao Oscar de Melhor Fotografia, a única indicação ao Oscar do filme. Foi indicado ao BAFTA em três categorias, Melhor Direção de Arte, Melhor Som e Melhores Efeitos Visuais. Apenas alguns meses após seu lançamento, Batman Begins foi eleito pelos leitores da Empire como o trigésimo sexto melhor filme de todos os tempos. Em 2006, a American Society of Composers, Authors and Publishers premiou Hans Zimmer, James Newton Howard e Ramin Djawadi com um prêmio ASCAP por comporem a música de um dos filmes de maior bilheteria do ano de 2005. O filme venceu três Saturn Awards para Melhor Filme de Fantasia, Melhor Ator para Bale e Melhor Roteiro para Nolan e Goyer. Christian Bale venceu um MTV Movie Award para Melhor Herói. Entretanto, a performance de Katie Holmes não foi bem recebida, sendo indicada ao Framboesa de Ouro de Pior Atriz Coadjuvante.

### Impacto
Shawn Adler na MTV disse que Batman Begins anunciava a chegada de filmes de gênero mais sombrios, que ou recontavam histórias passadas ou reiniciavam-nas do zero. Entre os exemplos citados estava Casino Royale. Cineastas, roteiristas e produtores que mencionaram Batman Begins como influência para descrever seus projetos incluíam: Jon Favreau em Iron Man, Edward Norton em The Incredible Hulk, McG em Terminator Salvation, Damon Lindelof em Star Trek, Robert Downey, Jr. em Sherlock Holmes, Lorenzo di Bonaventura em G.I. Joe: The Rise of Cobra e Hugh Jackman em X-Men Origens: Wolverine.